# Jaume Rocamora i Cardona
Jaume Rocamora i Cardona   (Tortosa i Tortosa, 6 de juliol de 1946) és un pintor català. Estudià a l'Escola Taller d'Art de la Diputació de Tarragona, a Tortosa, i al Cercle Artístic de Sant Lluc de Barcelona, però la seva formació és també en bona part autodidacta. Ha anat completant el seu univers amb constants viatges i exposicions arreu d'Europa.

## Biografia
L'any 1965 realitzà la seva primera exposició individual al Cercle Artístic de Tortosa, i el 1978 presentà a l'Ateneu de Barcelona l'exposició Els Cartrons i Rocamora, on plantejava per primer cop la seva gramàtica bàsica, que no ha abandonat fins a l'actualitat.
El seu estil ha evolucionat des del tractament més acadèmic dels paisatges fins a una pintura més geomètrica. La seva tècnica es basa fonamentalment en l'ús de cartrons, que treballa retallant, encolant —mantenint-ne però el color natural— i formant estructures —collages— de diferents relleus, amb predomini de la línia i el pla esgaiats, dins uns paràmetres constructivistes. En aquest sentit destaquen les primeres sèries (Matèries primeres, 1978; Sistemes compositius, 1987; Encaix concloent, 1993).
Posteriorment ha exposat en nombroses ocasions en altres ciutats de l'Estat espanyol i a l'estranger. A partir de la segona meitat dels anys noranta introduí components formals i conceptuals nous: el color i la tradició grega clàssica (Thalassa, 1998; Rietveld, 2005).
És autor de diversos quaderns d'obra gràfica i llibres d'artista (Arrels nostres, Matèries primeres, Elements primaris i Entre el joc i el repte). Els darrers anys, en una mena de superació del pla, ha realitzat diverses instal·lacions, en les quals ha col·laborat amb el músic Josep Bagès, com Laberint (2005) o Elements de conducta i transport (2009), en què reflexiona sobre els límits plàstics de la línia i transporta la geometria dels seus collages a l'espai tridimensional. L'any 2012, i per celebrar el cinquanta aniversari de la seva primera participació en una mostra col·lectiva, exposà una retrospectiva de la seva obra al Museu d'Art Modern de Cotlliure.

## Premis i reconeixements
Al llarg de la seva trajectòria ha estat guardonat, entre altres institucions, per la Biennal Iberoamericana de Mèxic (1980) i la International Bilan Art Exposition de Nova York (1982 i 1984).